# Принц Каспіан
«Принц Каспіан», також «Принц Каспіян» (англ. Prince Caspian), у першому англійському виданні з підзаголовком «Повернення до Нарнії» (Prince Caspian: The Return to Narnia) — фентезійний роман для дітей К. С. Льюїса, виданий видавництвом Geoffrey Bles у 1951 році. Є четвертою книжкою гептології «Хроніки Нарнії» (друга за порядком публікації). Льюїс закінчив її у 1949 році, ще до видання роману «Лев, Біла Відьма та шафа». Як і інші романи циклу, казка була проілюстрована художницею Пауліною Бейнс, ці ж самі ілюстрації відтворювалися і в наступних виданнях.
У романі описується повернення до Нарнії братами і сестрами Певенсі з попередньої книжки, рік по тому за часом нашого світу і через 1300 років за часом Нарнії. У ній повністю панують люди, а тварини-мовці і міфологічні істоти сховалися в глухих лісах, ставши персонажами застрашливих легенд.
«Принц Каспіан» був двічі екранізований: у серіалі BBC 1989 року йому присвячені дві серії, і 2008 року вийшов фільм «Хроніки Нарнії: Принц Каспіан».

## Сюжет
Пітер, Сьюзен, Едмунд і Люсі Певенсі дивовижним чином переносяться із залізничної станції на берег моря біля руїн замку. Вивчивши руїни, вони розуміють, що це замок Кер-Паравел, де вони колись були королями і королевами Нарнії, і що за їхню відсутність тут минуло дуже багато років. У скарбниці вони знаходять і свої різдвяні подарунки: меч і щит Пітера, лук Сьюзен і пляшечку з чарівним зіллям Люсі. Чарівного рога Сьюзен не виявляється на місці: дівчинка згадує, що брала його на полювання білого оленя в той день, коли Певенсі несподівано повернулися з Нарнії назад до Англії.
Діти рятують гнома від двох солдатів, які збиралися потопити його в морі. Гном розповідає їм свою історію. Вже понад три століття Нарнія завойована тельмаринцями — народом людей, що вторгся із західних земель. Завойовники частково знищили місцеве населення, частково асимілювали його, багато старих нарнійців сховалися в лісах і горах. Нарнією править король Міраз з королевою Прунапрізмією, а спадкоємцем трону первісно був принц Каспіан, син померлого брата Міраза, Каспіана IX. Міраз призначив вихователем небожа доктора Корнеліуса, який розповів йому про стару Нарнію, звірів-мовців та міфічних істот, що колись населяли її та чотирьох дітей з іншого світу, правління яких було Золотою добою Нарнії. Корнеліус просив принца після воцаріння в майбутньому спробувати розшукати старих нарнійців і умовити своїх підданих налагодити з ними дружні стосунки. Але обставини змінюються: у королеви народжується син, і Міраз після появи нового спадкоємця більше не має потреби в небожі. Доктор Корнеліус відкриває Каспіану, що Міраз вбив батька Каспіана і може вбити його самого, тому велить втікати із замку. Він дає йому ріг королеви Сьюзен, який вона залишила при свому зникненні з Нарнії, і радить принцу шукати притулку при дворі арченландського короля. Каспіан скаче лісом, вдаряється головою о дерево і втрачає притомність. Опритомнівши, він виявляє себе в печері разом зі старими нарнійцями: борсуком-мовцем Трюфелем та двома гномами, Нікабріком і Трампкіном. Дізнавшись, що він ворогує з Міразом і прихильно ставиться до старої Нарнії, вони визнають його своїм королем.
Борсук і гноми знайомлять принца з багатьма іншими старими нарнійцями. Під час ради на Танцювальному Лужку до Каспіана приходить доктор Корнеліус, повідомляє його про наближення армії Міраза і переконує йти до Асланового Кургану — штучного пагорба, насипаного в давні часи над Кам'яним Столом. Тельмаринці беруть Курган в облогу, армія Каспіана зазнає поразок. На другій раді вирішено викликати чотирьох давніх володарів Нарнії з іншого світу рогом королеви Сьюзен, а на здогадні місця їхнього з'явлення посилають проводирів: білку Теревеньку на Ліхтарне Пустище та гнома Трампкіна до Кер-Паравела.
Гном Трампкін веде братів і сестер Певенсі до Каспіана. Шлях виявляється трудним, але Люсі з'являється Аслан і велить їй вести інших за ним. Потім Лева вдається нарешті узріти і її сестрі з братами, а Трампкін після зустрічі з Асланом починає вірити в нього. Пітер, Едмунд і гном йдуть до Кургану, а Аслан залишається зі Сьюзен та Люсі. Проходячи землями Нарнії він пробуджує приспані там з часів тельмаринського завоювання сили, до нього приєднуються різні міфічні істоти, серед яких Вакх з менадами та Сілен. Творячи чудеса на своїй путі, Лев приводить свій почет до моста біля міста Беруна, де Вакх знімає з річки ланцюги: руйнує міст.
Трампкін приводить Пітера і Едмунда всередину Асланового Кургану, де вже зародилася зрада: гном Нікабрік разом з відьмою і вовкулаком намагаються чаклунством повернути до життя Білу Відьму. Відбувається сутичка, в якій хлопчикам і Трампкіну доводиться вбити Нікабріка з його спільниками. Наступного дня Пітер і Едмунд відправляють ультиматум Міразу з пропозицією вирішити питання права нарнійського трону двобоєм. Пітер б'ється з Міразом на мечах, майже перемагає його, але тельмаринські лорди Ґлозель і Сопіспіан раптом атакують нарнійців, звинувативши Пітера в нечесному бою, а Ґлозель заколює Міраза, який лежав на землі. Розпочинається друга битва при Беруні, що закінчується перемогою нарнійців. Тельмаринці тікають до моста, але не виявивши його на місці і боячись переправлятися через річку, здаються в полон.
Аслан зустрічає Каспіана й оголошує його королем Нарнії, а Пітер висвячує його в лицарі. Свято закінчилося радісним бенкетом. Наступного дня Лев повелів всім тельмаринцям, що не бажають жити разом зі старими нарнійцями, з'явитися через п'ять днів до Берунського Броду. Там були влаштовані ворота з двох вертикальних кілків, з'єднаних нагорі перекладиною. Аслан повідав прибулим історію походження їхнього народу: вони були нащадками Адама і Єви і вели свій рід від піратів і тубільних жінок з одного з тихоокеанських островів, які потрапили в нарнійський світ через одні з небагатьох міжсвітових дверей; опинившись у Тельмарі, вони розмножилися і через багато століть напали на Нарнію. Запропонувавши тельмаринцям повернутися на острів своїх предків через ворота, Аслан попереджує, що цей портал після їхнього проходу закриється для них назавжди. Оскільки тельмаринці бояться проходити у безвість, Лев велить братам і сестрам Певенсі провести їх за собою, повернувшись таким чином в Англію. Пітеру і Сьюзен він попередньо відкриває, що вони обидва ніколи до Нарнії не повернуться. Після прощання з нарнійськими друзями і Асланом діти проходять на чолі колони тельмаринців через ворота й опиняються знову на залізничній станції.

## Алюзії
- У листі до однієї американської дівчинки К. С. Льюїс писав, що головна тема роману — «повернення до істинної віри після її викривлення» (the restoration of the true religion after a corruption)[3]. Тельмаринці, завоювавши Нарнію, постаралися знищити пам'ять про звірів-мовців та міфічних істот разом з вірою в існування Аслана; у нього перестали вірити навіть деякі зі «старих нарнійців» (Нікабрік і напочатку Трампкін). Проблема віри зачіпається не тільки в житті суспільства, але й в особистому досвіді окремої людини: всі четверо Певенсі не сумніваються в існуванні Аслана, але коли він уперше з'являється дітям, узріти його дано лише Люсі[4].
- Епізод з перетворенням води у вино Вакхом відсилає до аналогічного євангельського сюжету.
- Тельмаринське завоювання Нарнії, у багатьох стосунках аналогічне норманському завоюванню Англії. Хоча в циклі нема явних паралелей між нарнійською і англійською історією, історичні долі завойовників і завойованих в обох випадках виявилися схожими: тельмаринці злилися зі старими нарнійцями в один народ.
- Сьюзен знаходить у руїнах Кер-Паравела золотого шахового коня, що може бути відсиланням до епізоду зі скандинавської поеми «Видіння Гюльві», де деякі боги після Рагнароку знаходять у траві на місці Асгарду золоті тавлії, якими володіли аси.

## Адаптації
Перша екранізація роману була здійснена компанією BBC 1989 року: у двосерійному фільмі «Принц Каспіан і плавання на «Досвітньому Мандрівнику»», другому сезоні серіалу The Chronicles of Narnia.
Друга екранізація відбулася в 2008 році: фільм «Хроніки Нарнії: Принц Каспіан», знятий компаніями Walt Disney Pictures і Walden Media.
У 2007 році відбулася перша театральна постановка за романом, сценарій якої був написаний Еріною Карадус

## Українські переклади
Перший український переклад роману (під назвою «Принц Каспіян»), виконаний Софією Андрухович, видано 2008 року видавництвом «Проспект»: у складі першого українського видання всіх романів циклу.
У 2012 році видавництво КСД видало другий переклад, виконаний Ігорем Ільїним та Олександром Кальниченком за участі Катерини Воронкіної: у складі другого українського повного видання циклу.
У 2017 видавництво KM Books перевидало переклад Софії Андрухович (у складі повного видання разом з перекладами Вікторії Наріжної та Л. Овсянникової).
У 2017 видавництво КСД перевидало переклад Ігоря Ільїна та Олександра Кальниченка за участі Катерини Воронкіної: у складі видання всіх романів циклу в одній книзі.